# Весёлый (Солдатский сельсовет)
Весёлый — хутор в Фатежском районе Курской области. Входит в состав сельского поселения Солдатский сельсовет.

## География
Расположен в 12 км к юго-западу от Фатежа на правом берегу реки Холчи, недалеко от места её впадения в Усожу. Высота над уровнем моря — 172 м.
Климат
Весёлый, как и весь район, расположен в поясе умеренно континентального климата с тёплым летом и относительно тёплой зимой (Dfb в классификации Кёппена).
Часовой пояс
Хутор Весёлый, как и вся Курская область, находится в часовой зоне МСК (московское время). Смещение применяемого времени относительно UTC составляет +3:00.

## История
В 1937 году хутор состоял из 41 двора. Во время Великой Отечественной войны, с октября 1941 года по февраль 1943 года, находился в зоне немецкой оккупации.

## Население
| 1979 | 1989 | 2002 | 2010 |
| ---- | ---- | ---- | ---- |
| 105  | ↘35  | ↘17  | ↘5   |

## Инфраструктура
Личное подсобное хозяйство. В хуторе 10 домов.

## Транспорт
Весёлый находится в 9 км от автодороги федерального значения М2 «Крым» (Москва — Тула — Орёл — Курск — Белгород — граница с Украиной) как часть европейского маршрута E105, в 5 км от автодороги регионального значения 38К-038 (Фатеж — Дмитриев), в 2 км от автодороги межмуниципального значения 38Н-679 (38К-038 — Солдатское — Шуклино), в 26 км от ближайшего ж/д остановочного пункта 29 км (линия Арбузово — Лужки-Орловские).
В 167 км от аэропорта имени В. Г. Шухова (недалеко от Белгорода).